# Ištub-Ilum
Ištub-Ilum ali Ištub-El (sumersko 𒅖𒁾𒀭, šh-dub-ilum) je bil po padcu Akadskega cesarstva od okoli 2147 do 2136 pr. n. št. vojaški guverner (šakkanakku) severne Mezopotamije. Bil je verjetno sodobnik Druge lagaške dinastije in njenega ensija Gudee. Bil je sin Išme-Dagana in brat Nur-Mera, ki sta pred njim vladala kot šakkanakkuja Marija. Iz seznamov vladarjev, ki so vladali za njim, je razvidno, da je vladal enajst let. Znan je iz napisov, ki omenjajo gradnjo templja, in monumentalnega kipa. odkritega v Mariju.

## Ištub-ilumov kip
Ištub-ilumov kip je odkrila skupina arheologov Andréja Parrota 14. marca 1936 v Siriji. Kip je precej preprost in grobo zasnovan, značilen za svoje obdobje in manj dodelan kot kipi njegovih naslednikov, na primer Puzur-Ištarja. Kip je zdaj v Nacionalnem muzeju Alepa, Sirija.
- Izkopavanje Ištub-Ilumovega kipa v Mariju leta 1936
- Glava kipa
- Desna rama z napisom
- Ištub-ilumov kip
- Leva stran kipa
- Napis, ki se glasi:  "Ištub-ilum, šakkanakku Marija"

## Posvetilne tablice
Ištub-Ilum je znan tudi po njegovi posvetilni tablici za "Tempelj kralja države" (Dagan ali Enlil) z napisom, ki se glasi:
𒅖𒁾𒀭 / 𒄊𒀴 𒈠𒌷𒆠 / 𒌉𒅖𒈣𒀭𒁕𒃶 / 𒄊𒀴 𒈠𒌷𒆠 / 𒂍 / 𒀭𒈗𒈤𒁴 / 𒅁𒉌
Ištup-Ilum / Šakkanakku Mari-ki / dumu Išma-Dagan / Šakkanakku Mari-ki / e / dLugal-mādim / ibni
Ištub-Ilum, šakkanakku Marija, sin Išme-Dagana, šakkanakkuja Marija, je zgradil ta tempelj za boga Lugal-mātima ("Gospodarja dežele", ki je istoveten z Daganom ali Enlilom)
— Ištub-Ilumova posvetila tablica
Iz napisa je razvidno, da je bil Ištub-Ilum graditelj "Templja kralja države", v katerem so odkrili čudovite bakrene kipe levov čuvajev (Levi iz Marija), ki so bili verjetno postavljeni kasneje med obnovo templja v zgodnjem 2. tisočletju pr. n. št. Tempelj je izkopal  André Parrot leta 1938.
- Ištub-Ilumova tablica; 
Napis na prednji strani: "Ištub-Ilum, šakkanakku Marija, sin Išme-Dagana, šakkanakkuja" 
 Napis na hrbtni strani: "Marija, je zgradil ta tempelj Kralja države", Muzej Louvre AO 19823[7]
- Druga Ištub-Ilumova tablica z napisom: 
 "Ištub-Ilum, šakkanakku Marija, sin Išme-Dagana, šakkanakkuja Marija", Muzej Louvre
- Ištub-Ilumov depozit za "Tempelj levov" v Mariju z njegovo posvetilno tablico, Muzej Louvre AO 19827[7]
- Ištub-Ilumov depozit za "Tempelj levov" v Mariju; napis na tablici se glasi: 
"Ištub-Ilum, šakkanakku Marija, sin Išme-Dagana, šakkanakkuja Marija, je zgradil Tempelj kralja države", Muzej Louvre AO 19827[7]
- Napis na posvetilni tablici za "Tempelj levov": "Ištub-Ilum, šakkanakku Marija, sin Išma-Dagana, šakkanakkuja Marija, je zgradil ta tempelj za Kralja države", Muzej Louvre AO 19827[7]